# Alcholoya
Alcholoya är en ort i Mexiko.   Den ligger i kommunen Acatlán och delstaten Hidalgo, i den sydöstra delen av landet, 110 km nordost om huvudstaden Mexico City. Alcholoya ligger 2 092 meter över havet och antalet invånare är 939.
Terrängen runt Alcholoya är kuperad åt nordväst, men åt sydost är den platt. Runt Alcholoya är det ganska tätbefolkat, med 75 invånare per kvadratkilometer. Närmaste större samhälle är Tulancingo, 18,3 km sydost om Alcholoya. Omgivningarna runt Alcholoya är en mosaik av jordbruksmark och naturlig växtlighet.